# Vlagyimir Nyikolajevics Dolbonoszov
Vlagyimir Nyikolajevics Dolbonoszov, oroszul: Владимир Николаевич Долбоносов (Moszkva, 1949. április 8. – Moszkva, 2014. szeptember 25.) szovjet-orosz labdarúgó, hátvéd, edző.

## Pályafutása

### Játékosként
1967 és 1975 között a Gyinamo Moszkva, 1976-ban a Pahtakor Taskent labdarúgója volt. A Gyinamo csapatával egy szovjetkupa-győzelmet ért el. Tagja volt az 1971–72-es idényben KEK-döntős csapatnak.

### Edzőként
1992 és 1995 között illetve 1998-ban a Tyumeny vezetőedzője volt. 1999–00-ben a Torpedo-ZIL Moszkva, 2001-ben az Arszenal Tula szakmai munkáját irányította.

## Sikerei, díjai
Gyinamo Moszkva
- Szovjet bajnokság
  - 2. (2): 1967, 1970
  - 3.: 1973
- Szovjet kupa
  - győztes: 1970
- Kupagyőztesek Európa-kupája (KEK)
  - döntős: 1971–72